# Bibio johannis
Bibio johannis é uma espécie de mosca da família bibionidae. É encontrada na região paleoártica.